# Carlo Francesco Airoldi
Carlo Francesco Airoldi (Milano, 1637 – Milano, 7 aprile 1683) è stato un arcivescovo cattolico, diplomatico e nobile italiano.

## Biografia
Carlo Francesco Airoldi nacque a Milano nel 1637, secondogenito maschio di Marcellino Airoldi, primo conte di Lecco, e della contessa Maria Diano.
Nel 1658, tornando via nave dall'Università di Salamanca, presso la quale studiava, con il fratello maggiore Giovanni Battista, fu con lui catturato dai pirati barbareschi, che li portarono prigionieri a Tunisi per chiedere un riscatto alla loro famiglia. Il padre raccolse immediatamente la somma necessaria a riscattare il primogenito, che però morì in seguito al naufragio della nave che lo riportava in patria; Marcellino allora usò la somma per liberare l'altro figlio, divenuto il primo maschio vivente ed erede al titolo. 
Laureatosi in utroque iure, fu destinato alla carriera ecclesiastica e nominato abate del convento di Sant'Abbondio di Cremona. Nel 1668 papa Clemente IX lo scelse come internunzio apostolico nelle Fiandre, con l'incarico aggiuntivo di far visita a tutti i principali signori e governatori italiani e tedeschi che avrebbe incontrato nel suo viaggio verso Bruxelles per chiedere il loro sostegno per la città di Candia, da anni sotto assedio dei Turchi. Partito a giugno, incontrò nel suo percorso il granduca Ferdinando II de' Medici a Firenze, il duca Francesco II d'Este a Modena, il duca Ranuccio II Farnese a Parma, il duca Ferdinando Carlo di Gonzaga-Nevers a Mantova, il governatore Paolo Spinola Doria a Milano, l'elettore Ferdinando Maria di Baviera a Monaco, il conte palatino Filippo Guglielmo del Palatinato a Neuburg e gli arcivescovi Johann Philipp von Schönborn di Magonza, Karl Kaspar von der Leyen di Treviri e Massimiliano Enrico di Baviera di Colonia. Tuttavia dalla relazione fatta da Clemente IX nel concistoro del 9 luglio risulta che la missione non ebbe i risultati sperati.
Preso possesso della nunziatura fiamminga il 16 novembre, Airoldi si dedicò principalmente a contrastare la diffusione del giansenismo, specialmente nell'università di Lovanio. L'anno successivo, col permesso del re d'Inghilterra Carlo II, compì in incognito un viaggio a Londra per studiare la situazione religiosa del paese, che riportò in una relazione indirizzata alla Congregazione di Propaganda Fide intitolata Dello stato della Religione in Londra, e della stima ed opinione in cui si trova la Corte di Roma.
Lasciata la nunziatura nel 1673, fu consacrato arcivescovo di Edessa il 26 giugno dello stesso anno e nominato assistente al soglio pontificio. Pochi mesi dopo fu nominato nunzio apostolico a Firenze, per poi passare due anni dopo alla nunziatura di Venezia durante un periodo particolarmente delicato per le relazioni tra la Serenissima e la Santa Sede, dovuto alla crisi sulla giurisdizione ecclesiastica verificatasi sotto papa Paolo V. Quando nel 1678 Venezia ritirò il proprio ambasciatore a Roma, anche Airoldi fu costretto a lasciare la Repubblica e a trasferirsi a Milano, da dove continuò a dirigere gli affari della nunziatura per mezzo dei suoi segretari. Nella capitale lombarda si occupò inoltre attivamente di traffici commerciali fra la Lombardia spagnola e lo Stato Pontificio, probabilmente approfittando pure del fatto che nel 1681, a seguito della morte del padre, aveva assunto il titolo comitale di Lecco.

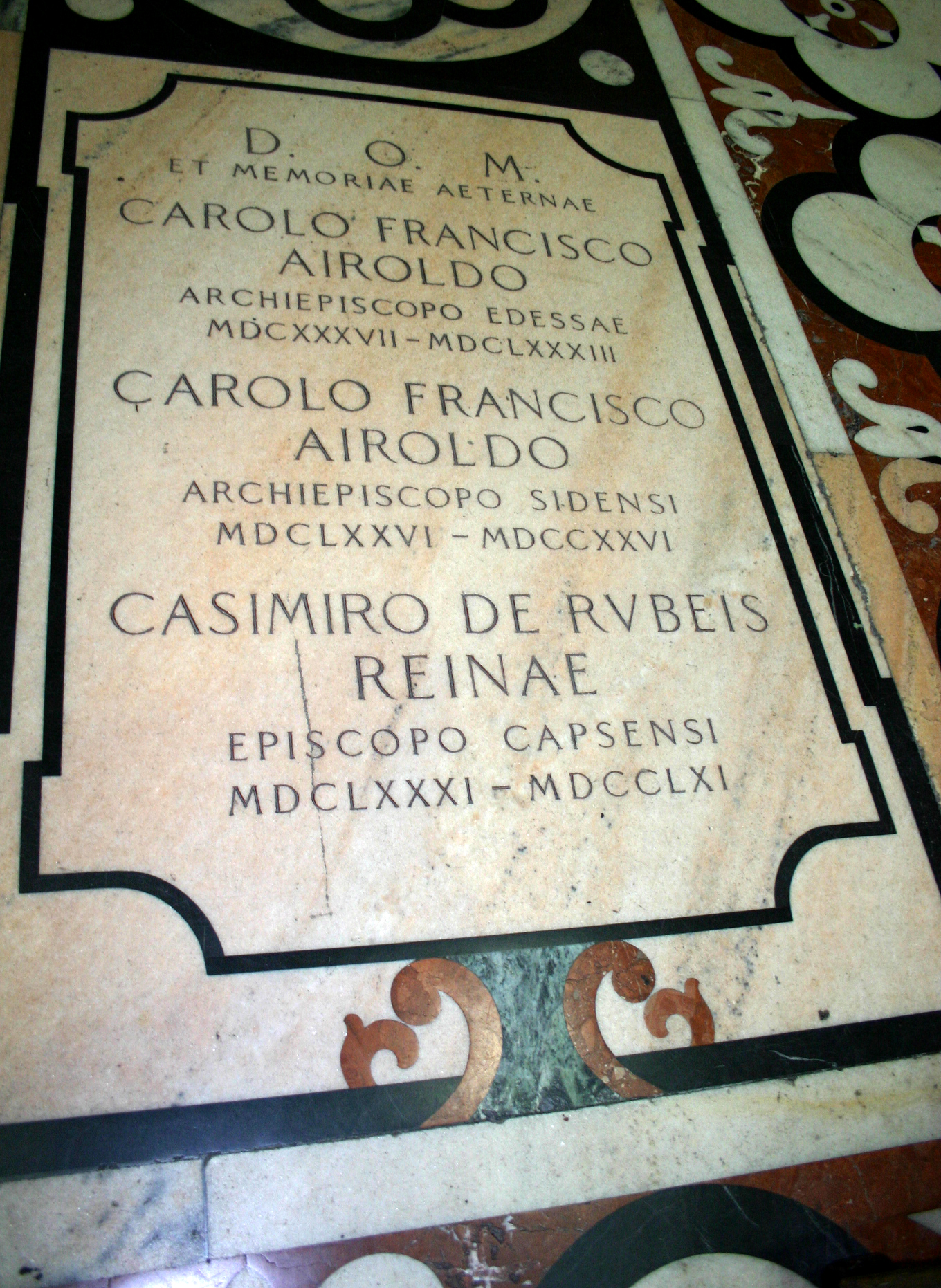
Lapide di Carlo Francesco Airoldi nel Duomo di Milano

Carlo Francesco Airoldi morì il 7 aprile 1683 e fu sepolto in Duomo ai piedi dell’altare della cappella di San Giovanni Bono.

## Genealogia episcopale
La genealogia episcopale è:
- Cardinale Scipione Rebiba
- Cardinale Giulio Antonio Santori
- Cardinale Girolamo Bernerio, O.P.
- Arcivescovo Galeazzo Sanvitale
- Cardinale Ludovico Ludovisi
- Cardinale Luigi Caetani
- Cardinale Ulderico Carpegna
- Cardinale Paluzzo Paluzzi Altieri degli Albertoni
- Cardinale Gaspare Carpegna
- Arcivescovo Carlo Francesco Airoldi